# Coalla
Coalla (Cuaya en asturiano y oficialmente) es una parroquia del concejo de Grado, en el Principado de Asturias (España). Alberga una población de 140 habitantes (INE 2009) en 105 viviendas. Ocupa una extensión de 14,81 km².
Está situada en la zona sureste del concejo, sobre la cuenca medio-alta del río Las Varas. Limita al norte con la parroquia de Gurullés; al este con las de Bayo y Sama de Grado; al sur, con el concejo de Yernes y Tameza y con la parroquia de Santo Adriano del Monte; y al oeste con las parroquias de Rubiano y Rodiles.
Se celebra con oficio religioso y romería la festividad de San Pedro y con oficio religioso la de San Antón. 
Cuenta con una bonita iglesia cuya restauración, por parte de los vecinos, finalizó en el año 2005, respetando la fisonomía de la iglesia.[cita requerida]

## Poblaciones
Según el nomenclátor de 2009 la parroquia está formada por las poblaciones de:
- La Asniella (L'Asniella en asturiano) (casería): 13 habitantes.
- Baselgas (lugar): 1 habitantes.
- Coalla (Cuaya) (lugar): 8 habitantes.
- Coallajú (Cuainxú) (casería): 7 habitantes.
- Loredo (Llauréu) (lugar): 32 habitantes.
- Las Murias (lugar): 18 habitantes.
- Panicera (lugar): 23 habitantes.
- Pumarín (aldea): 21 habitantes.
- Villar (casería): 11 habitantes.

## Ubicación
El lugar de Coalla se asienta en el valle homónimo, cabecera de la espaciosa vega del río Las Varas, a 170 m s. n. m.
Dista de la capital del concejo, Grado, unos 8 km aproximadamente; y se accede por la carretera AS-313, desviándose hacia el suroeste por la GR-2 en el cruce de Gurullés, en el barrio de Reconco.

## Historia
El nombre del lugar aparece ligado a la figura del conde Gonzalo Peláez de Coalla, noble levantisco, entre cuyas acciones se cuenta el saqueo de la Puebla de Grao y la toma del castillo de Aguilar, que provocaron que la ciudad de Oviedo y la Puebla de Grao firmaran la Carta de Hermandad, el 21 de octubre de 1309, para combatir al Conde. Tras este acuerdo, el Conde se vio obligado a abandoar su feudo y huir probablemente a Navarra.[cita requerida] otro miembro destacado del linaje Coalla fue Rodrigo de Coalla, miembro del Consejo Real de Castilla y Contador Mayor del reino, a comienzos del S.XVI. Su hijo, nacido en la Corte, Pedro de Coalla fue nombrado capellán del Emperador en 1542.

## Patrimonio
Aún se conservan los vestigios de tres de los castillos que aquí poseía el Conde: el de mayores dimensiones, el Torrixón, se asentaba sobre un meandro del río Las Varas, en el extremo noroccidental del pueblo.
A principios del siglo XIX no existían de la fortaleza más que escombros, si bien «no había duda de haber sido castillo grande y muy poblado en antiguos tiempos, por la extracción que pocos años há se hizo en sus excavaciones de residuos de lanzas, picas, cotas de malla y arneses ó fornituras de caballerías».
Las otras dos fortificaciones son el castillo de Cabrera o Picu Castiellu, situado al norte de la aldea de La Figal, y el Castillo de Baselgas, ubicado al sur del pueblo del mismo nombre. En el lugar de Coalla se conserva también una torre de época bajomedieval, muy alterada por sucesivas reformas, que sirvió como cárcel y casa consistorial, ya que el lugar fue ayuntamiento constitucional en 1821. 
Pasa por el pueblo, discurriendo en su mayor parte por términos de esta parroquia, la denominada Senda Del Conde Coalla, que parte de El Bailache remontando prácticamente en su integridad la cuenca del río Las Varas. Actualmente constituye una bonita ruta que frecuetan decenas de caminantes.